# Geismar (hessisch-waldecksches Adelsgeschlecht)

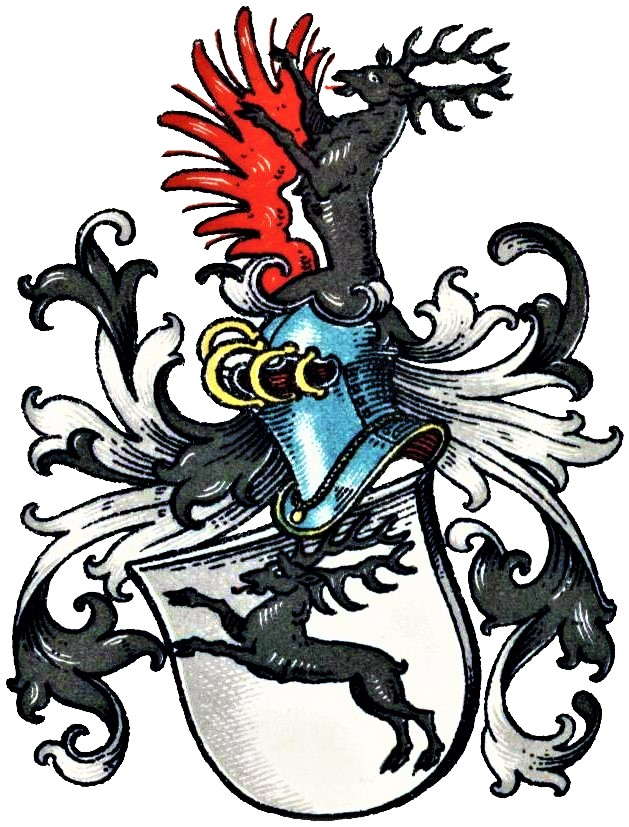
Wappen derer von Geismar im Wappenbuch des Westfälischen Adels

Geismar ist der Name eines nordhessischen Geschlechts von Ministerialen, die ursprünglich wohl aus dem Dorf Geismar bei Fritzlar stammten und dann im Dienste der Grafen von Waldeck zu Einfluss und Wohlstand kamen. Es ist allerdings bemerkenswert, dass die 1998 veröffentlichte und mehr als 600 Seiten starke Geschichte des Dorfs Geismar dieses Geschlecht nicht erwähnt. Mitglieder der Familie waren vom 14. bis ins 17. Jahrhundert Burgmannen der Waldecker auf deren Burg in Altwildungen, einem heutigen Stadtteil von Bad Wildungen. Daneben erwarben sie Besitz in Buhlen, Kleinern (beides heutige Ortsteile von Edertal) und Waldeck.
Das Geschlecht ist zu unterscheiden von dem nach der nordhessischen Stadt Hofgeismar benannten und in Warburg bekannt gewordenen Geschlecht von Geismar.

## Geschichte
Die Geschichte des hessisch-waldeckschen Geschlechts ist bisher nur durch Einzelheiten zu individuellen Mitgliedern fassbar.

### In der Grafschaft Waldeck

#### 14. Jahrhundert
1305 wurden die Brüder Sifridus (Siegfried) und Herm. (Hermann) genannt von Geismar als Burgmannen in Altwildungen genannt. Dies scheint die erste bekannte Erwähnung des Geschlechts zu sein. 1353 versprach Einolf von Geismar dem Kloster Berich, sechs Groschen Pacht für einen ihm verpachteten Platz in Altenstädt („Aldenstede“) zu zahlen. 1364 verkauften Einolf von Geismar, seine Ehefrau und ihre Erben, Heinrich und Johann von Geismar, Brüder, und ihre Erben eine Wiese bzw. einen Acker in Sachsenberg („Saßinberge“). Um 1391 ist Curt/Conrad von Geismar als waldeckscher Amtmann zu Wildungen bekundet. Im Jahre 1413 nahm er in führender Stellung an der Padberger Fehde, dem Sieg der Stadt Korbach über die Herren von Padberg, teil.

#### 15. Jahrhundert
Ein Johannes von Geismar aus Wildungen war 1403 in Heidelberg und 1406 in Erfurt immatrikuliert. 1410 wird ein weiterer Einolf von Geismar als Kanoniker am St. Petri-Stift in Fritzlar erwähnt. 1421 waren Curd (Kurt) von Geismar d. Ä. und seine Söhne Curd (II.), Wernher und Adolph unter den waldeckschen Vasallen, Burgmannen und Vertretern der Städte, die bei dem Vergleich zwischen den zerstrittenen gräflichen Brüdern Adolf III. von Waldeck zu Landau und Heinrich VII. von Waldeck zu Waldeck und deren Söhnen Otto III. und Wolrad I. hinsichtlich der Teilung der Grafschaft Waldeck und der verbliebenen „gesamtstaatlichen“ Aspekte zugegen waren und das Abkommen bestätigten. 1425 sind Kurt von Geismar d. Ä. und seine Söhne Kurt, Werner und Adolph erneut dokumentiert, als sie dem Grafen Heinrich VII. und dessen Sohn Wolrad I. die Rückerstattung einer Geldsumme quittierten. 1459 ist Cord/Kurt (II.) von Geismar als waldeckscher Amtmann auf der Burg Eisenberg bekundet. Er war verheiratet mit einer geborenen von Gilsa, lebte später wahrscheinlich in Wildungen und starb wohl schon vor 1483. 1483 war ein Erasmus von Geismar aus Wildungen in Erfurt immatrikuliert. 1483 starb Kurt (III.) von Geismar, bereits verhältnismäßig jung an Jahren; sein Epitaph befindet sich heute an der Außenseite der Wildunger Stadtkirche beim zugemauerten einstigen Zugang zur Geismar-Kapelle. Er und seine Frau Else von Büren waren die Eltern des Asmus/Erasmus (II.) von Geismar. Die von 1483 bis 1505 entstandene Geismarsche Grabkapelle wurde 1667 vom Waldecker Grafenhaus übernommen und bis 1962 als Grablege genutzt. Danach wurden die 24 dort befindlichen Särge in die fürstlich-waldeckische Grabkapelle St. Nikolaus in der ehemaligen Klosterkirche Marienthal in Netze überführt, und seit 1993 wird die Geismar-Kapelle wieder für Gottesdienst und Andacht benutzt. 1497 erscheint ein J. (Johann ?) von Geismar als Burgmann zu Alt-Wildungen.

#### 16. Jahrhundert
Im Mai 1511 trat Asmus II. von Geismar (* 1475; † 1544) in den Dienst des Grafen Philipp II. von Waldeck, der ihn als Vogt in Waldeck einsetzte und mindestens für ein Jahr mit der Verwaltung des Amtes Waldeck betraute. Er hatte um 1505 Gertrud von Büren, eine Verwandte seiner Mutter, geheiratet und im April 1513 erwarben er und seine Frau von Philipp II. und dessen Sohn Philipp III. deren eigenen freien Hof in Kleinern als erblichen Besitz und bauten ihn zum Rittersitz aus. 1519 wurde Asmus Rat des Grafen Philipp II. Im Jahre 1520 verpfändete Graf Philipp III. das ganze Dorf Kleinern an Asmus, der daraufhin für die dortige Dorfkirche den 1521 in der Franziskanerwerkstatt im Kloster Meitersdorf geschaffenen Schnitzaltar stiftete, der seit 1523 in der Kirche zu Kleinern steht. 1527 bezeugte er die Quittung eines Waldecker Burgmanns über von der Stadt Niederwildungen erhaltene Jahreszinsen. Noch 1530 war Asmus II. Rat der Waldecker Gräfin Anna geb. von Kleve (1495–1567), Tochter des Herzogs Johann II. von Kleve, der zweiten Ehefrau des Grafen Philipp III., dann aber geriet er 1532/33 in einen Rechtsstreit mit ihr und Hermann von Sundern gen. von Cleve. 1512 war der Knappe Johann von Geismar einer der Zeugen bei einer Renten-Verschreibung des Grafen Philipp III. von Waldeck-Eisenberg. Ein Gundhard (Cunhard) von Geismar aus Wildungen war 1524 in Leipzig immatrikuliert. 1543 kam es zu einem Rechtsstreit der Brüder Konrad, Johann, Alban und Daniel von Geismar mit Graf Wolrad II. von Waldeck-Eisenberg um den Zehnten zu Affoldern. Im gleichen Jahr gab es auch schweren Streit mit tätlichen Beleidigungen zwischen Hans Heinrich von Eschwege und Alban von Geismar wegen eines von der Wand genommenen schwarzen Federbusches. Und 1544 stritten die Brüder Johann, Alban und Daniel von Geismar mit Graf Philipp IV. von Waldeck-Wildungen wegen eines Burgsitzes mit Zubehör in Altwildungen. 1568 war ein Erasmus von Geismar, als waldeckscher Adliger bezeichnet, in Marburg immatrikuliert. 1570 lebte der Hofmeister Johann von Geismar in Kleinern.  1573 stritt Carl von Dörnberg gegen Alban von Geismar wegen einer Wiese in der Wüstung Helkenrod bei Allendorf (Kirchheim). 1579 lebte ein weiterer Asmus von Geismar in Buhlen, hatte aber auch ein Haus und Gut zu Waldeck zu Lehen. 1583 verkaufte Johann von Geismar wiederkäuflich an Johann Hesperger zwölf Viertel Frucht jährlich aus zwei Hufen zu Werkel für 200 Taler. 1590 war Werner von Geismar waldeckscher Amtmann auf der Burg Eisenberg. 1590 stritt sich Johann d. Ä. von Geismar mit dem Uhrmachermeister Jost von Bürgy in Kassel wegen Schuldenforderungen, und 1602 erhob Dorothea von Hertingshausen, Johanns Witwe, Schuldforderungen an ihren Schwager Kurt von Löwenstein.

#### 17. Jahrhundert
Im Dezember 1608 erneuerte Graf Christian von Waldeck das Lehen des Asmus (III.) von Geismar über das Gut und Haus Schomberg in der Stadt Waldeck. 1613 wurde Asmus (III.) von Geismar von den Vorstehern der Neustädter Kirche in Korbach aufgefordert, die 100 Taler Zinsen zu zahlen, die die verstorbene Witwe Catharina von Geismar, geb. von Twiste, der Kirche als Armenspende vermacht hatte. Er war offensichtlich ein wohlhabender Mann, denn im selben Jahr errichtete er südlich von Kleinern einen neuen Burgsitz. Der nur wenige Jahre später ausbrechende Dreißigjährige Krieg führte dann zu einer Verarmung der Familie, so dass sie dieses Burggut nebst Zehnten und Renten in Kleinern 1661 an den Grafen Christian Ludwig von Waldeck-Wildungen verkauften. Dieser ließ dort unter Einbeziehung des Geismarschen Herrensitzes um 1662 das Schloss Christiansburg bauen und verlegte seine Residenz von Wildungen dorthin. Das Schloss wurde 1709/10 abgerissen. 1616 lebte Wilhelm Günther von Geismar in Alt-Wildungen.

### In anderen Regionen
Unter anderem die Nachkommen des o. g. Wilhelm Günther von Geismar, gräflich-waldeckscher Jägermeister, verheiratet mit Maria Salome Stümmeln von Gleiberg, breiteten sich ab dem 17. Jahrhundert auch in andere Regionen aus.
1672 war Wilhelm Ernst von Geismar Rittmeister beim kurbrandenburgischen Regiment Hessen-Homburg zu Pferde. 1792 war Friedrich Wilhelm von Geismar königlich-preußischer Leutnant beim Kürassier-Regiment Gensdarmes und ferner 1818 ein von Geismar Sekondeleutnant im 28. Infanterie-Regiment.
Johann Friedrich von Geismar († 1697) war Oberhofmeister am königlich-dänischen Hof.
Auch nach Württemberg kam das Geschlecht. Ludwig Philipp von Geismar († 1699) war württembergischer Geheimer Regierungsrat und Kammermeister. Philipp Friedrich von Geismar († 1701) war 1685 Obervogt in Marbach am Neckar. Sein Grabstein mit Lebenslauf fand sich in der Spitalkirche zu Stuttgart. 1831 verstarb Freiherr Wilhelm Friedrich von Geismar als württembergischer Generalleutnant.
In Hessen und Franken gehörte das Geschlecht zur Ritterschaft des Kantons Rhön-Werra. Im Darmstädtischen besaß die Familie 1750 Blafeld und Echzell. In heutigen Sachsen-Anhalt besaß Hans Dietrich von Geismar 1685 Kannawurf im Kreis Eckartsberga. In Thüringen saß die Familie auf Geismar und Gleina (urkundl. 1702). Georg von Geismar, vermählt mit M. D. von Pfuel aus dem Haus Seeben, war 1679 fürstlich-magdeburgischer Oberforstmeister im Magdeburgischen und Kammerjunker sowie 1683 fürstlich-sächsischer Gothaischer Oberjägermeister. Wilhelm Christian Geismar stand 1675 als Hofmeister in Gotha in Diensten. Lorenz Henning von Geismar war 1777–1786 Stadtschultheiss zu Heiligenstadt.
Leopold von Ledebur zählt fälschlicherweise auch Haus Riepen zu den Besitzungen der hessisch-waldeckschen Geismar. Haus Riepen gehörte jedoch dem o. g. hessisch-westfälischen Geschlecht derer von Geismar.

## Persönlichkeiten
- Hans Dietrich von Geismar (1649–1702), thüringisch-sächsischer Hofbeamter
- Johann Georg von Geismar (1682–1749), thüringisch-sächsischer Hofbeamter und Staatsmann

## Wappen
Das Wappen der Familie findet sich insbesondere am Eingang zur 1483 erbauten Geismar-Kapelle in der Stadtkirche von Bad Wildungen. Es zeigt auf silbernem Grund einen aufspringenden schwarzen Hirsch, und auf dem Helm mit schwarz-silbernen Helmdecken den schwarzen Hirsch wachsend vor einem roten Flügel. In manchen Wappenbüchern wird die Helmzier auch mit leichten Abwandlungen beschrieben, manchmal ohne den Flügel, manchmal auch mit zwei Flügeln vor und hinter dem Hirsch. Im Westfälischen Wappenbuch ist das Wappen mit dem einzelnen Flügel der Helmzier abgebildet, nur auf der rechten Seite.